# Notodden
Notodden  je mesto in občina v nekdanji administrativni regiji Telemark na Norveškem. Je del tradicionalne regije Øst-Telemark. Upravno središče občine je mesto Notodden.
Notodden je bil leta 1913 ločen od občine Heddal in postal ločeno mesto in občina. 1. januarja 1964 sta bili podeželski občini Heddal in Gransherad združeni v Notodden v novo razširjeno občino.
Notodden je na obali jezera Heddalsvatnet, reka Tinn pa teče skozi mesto v jezero. Največjo norveško leseno cerkev se lahko ogleda nekaj kilometrov iz središča mesta.
Letališče Notodden, Tuven, je zahodno od središča mesta. Norsk Hydro je bil ustanovljen v tem mestu. Notodden je znan po vsakoletnem Notodden Blues Festivalu, ki velja za enega najboljših blues festivalov v Evropi. Ima tudi znani metalski festival Motstøy Festivalen.
Tukaj je sedež nogometnega kluba Notodden FK.

## Ime
Ime Notodden izhaja iz kraja za reke (husmannsplass) Notodden, ki je pripadal kmetiji Tinne gård—blizu izliva reke Tinnelva blizu jezera Heddalsvatnet.
Prvi element imena ne pomeni 'ribolov s potegalko', zadnji element pa je dokončna oblika odde, ki pomeni 'rt'. Tako je splošni pomen imena 'prostor za ribolov'.

## Podnebje
Notodden ima vlažno celinsko podnebje (Dfb). Leži v notranjosti na nizki nadmorski višini v regiji Telemark in je poleti eno izmed toplejših mest na Norveškem, vendar so zime lahko hladne. Vremenska postaja na letališču Notodden snema od marca 1970 (temperatura in hitrost vetra). Podatki o padavinah so z druge postaje v Notoddnu. Najvišja temperatura vseh časov, 33,3 °C, je bila zabeležena 27. julija 2018.

## Gospodarstvo
Že v prvi tretjini 19. stoletja so na reki Tinnelvi nastajale žage in lesnopredelovalne manufakture. Leta 1905 je podjetje Norsk Hydro, ki sta ga ustanovila Sam Eyde in Kristian Birkeland, začelo proizvajati umetni soliter in sol za gnojila. Za nekaj let se je mirno mesto spremenilo v nekakšen norveški Klondike. Predpogoj za ta burni industrijski razcvet je bila intenzivna uporaba hidroelektrične energije v Telemarku, tako za kemično industrijo, kot v primeru Norsk Hydro, kot za predelavo lesa in železa v Tinfosu.
Proizvodnja gnojil v Notoddnu je bila v 20. stoletju postopoma opuščena in kasneje popolnoma prenehala. V kemični industriji je Notodden še vedno proizvodni obrat za plastiko in folije. Poleg tega so v Kongsbergu dobavitelji za oborožitveno industrijo in za podmornice brez posadke za uporabo na naftnih ploščadih, na primer.
Iz visoke šole je leta 2018 nastala Univerza jugovzhodne Norveške, ki ima kampus v Notoddnu, in usposablja učitelje od leta 1895. Poučuje umetnost in oblikovanje od leta 1938. Posebnost je ponudba spletnih tečajev za študente iz vse Norveške. S petimi drugimi oddelki ponuja univerza skupaj več kot 18.000 študentov, zaradi česar je četrta največja univerza na Norveškem.

## Kultura in znamenitosti
Nekaj kilometrov zahodno od mesta je znamenita Lesena cerkev v Heddalu, prvotno zgrajena v 13. stoletju. Z dolžino 25 metrov in višino 29 metrov je največja ohranjena cerkev na Norveškem. Približno 300 m od te cerkve je muzej na prostem Heddal bygdetun.
Leta 2015 so bila skoraj v celoti ohranjena industrijska območja z začetka 20. stoletja skupaj s sosednjim Rjukanom vpisana na Unescov seznam svetovne dediščine kot območja industrijske dediščine v Rjukanu in Notoddnu.
Z Notodden Blues Festivalom Notodden vsako leto gosti enega največjih blues festivalov v Evropi.
V vasi sta dve železnodobni grobni gomili. Večja se imenuje Semhaugen. Ima premer 20 metrov in višino 3 metre. Druga ima premer 15 metrov in višino 2,5 metra. Na vrhu ima velik krater.

## Pobratena mesta
Leta 2008 se je mestni svet Notodden odločil, da prekine sporazume o pobratenih mestih z Ilisalmijem, Nyköpingom in Stelle. Hkrati je bil Suwałki odobren kot novo pobrateno mesto.
Naslednja mesta so pobratena z Notoddenom:
- Clarksdale, Mississippi, ZDA
- Suwałki, Podlaskie vojvodstvo, Poljska